# Keuphylia nodosa
Keuphylia nodosa is een pissebed uit de familie Keuphyliidae. De wetenschappelijke naam van de soort is voor het eerst geldig gepubliceerd in 1980 door Bruce.